# 横浜市立末吉中学校
横浜市立末吉中学校（よこはましりつすえよしちゅうがっこう）は、神奈川県横浜市鶴見区下末吉六丁目に所在する公立中学校。

## 沿革
- 昭和22（1947）年4月1日創立
- 昭和22（1947）年5月1日	開校 末吉小学校校舎の一部借用、校章制定
- 昭和24（1949）年3月1日	校旗制定
- 昭和24（1949）年6月27日 	下末吉町66番地に校舎落成 木造二階建1912㎡、開校記念日
- 昭和33（1958）年2月15日	校歌制定
- 昭和40（1965）年4月24日	講堂兼体育館落成

昭和42（1967）年11月22日 	創立20周年行事式典挙行
- 昭和49（1974）年7月12日	鉄筋校舎落成式及び祝賀会挙行
- 昭和52（1977）年6月27日	創立30周年記念（記念誌・要覧発行）
- 昭和54（1979）年5月8日

新校舎引継（3・4号館）
- 昭和59（1984）年3月16日

格技場完成引渡（本市第一号）
- 昭和62（1987）年10月31日

創立40周年記念式典 
- 平成9（1997）年7月5日 	創立50周年記念式典
- 平成19（2007）年6月	創立60周年記念式典
- 平成22（2010）年2月 	体育館耐震補強工事
- 平成24（2012）年8月 	エアコン設置工事
- 平成25年度	1号館廊下階段床改修　コンピュータ室空調改修
- 平成26年度	2号館廊下階段床改修　5号館耐震補強　格技場つり天井改修
- 平成27年度	1.2号館普通教室床改修　防犯カメラ増設
- 平成28年度	窓サッシ外止め設置　教室ストーブ撤去
- 平成29年度	1号館トイレ洋式化改修　特別教室エアコン設置　防火シャッター改修
- 平成29年10月28日	創立70周年記念生徒集会

## 通学区域
末吉中学校の通学区域には以下の区域が指定されている。
- 末吉小学校通学区域
- 下末吉小学校通学区域
- 上末吉小学校通学区域
- 駒岡小学校通学区域の一部
  - 梶山二丁目3番1号から3番14号まで、4番から7番まで、18番13号から18番18号まで、19番1号から19番10号まで、19番34号、20番から24番まで、31番12号から31番27号まで
  - 駒岡二丁目11番1号から11番6号まで、17番、18番
  - 駒岡三丁目17番、18番10号から18番44号まで、19番から40番まで
  - 駒岡四丁目
  - 駒岡五丁目

## 著名な出身者
- 熊田康則（元全日本バレーボール選手、ソウルオリンピック出場、元富士フイルム所属）

- 田中正義（プロ野球選手、北海道日本ハムファイターズ所属）

- 石橋桃（声優）
- 安西健二（元プロ野球選手、横浜高校出身、第62回全国高等学校野球選手権大会優勝メンバー）